# Jaleyrac
Jaleyrac je francouzská obec v departementu Cantal v regionu Auvergne-Rhône-Alpes. V roce 2013 zde žilo 369 obyvatel.

## Poloha obce
Sousední obce jsou: Arches, Bassignac, Méallet, Sourniac, Veyrières a Le Vigean.

## Vývoj počtu obyvatel
Počet obyvatel